# Терера
Тере́ра (Spizocorys) — рід горобцеподібних птахів родини жайворонкових (Alaudidae). Представники цього роду мешкають в Східній і Південній Африці.

## Опис
Терери - дрібні жайворонки, середня довжина яких становить 12-15 см, а вага — 12-26 г. Вони мають переважно сіро-коричневе, поцятковане численними смужками забарвлення. Дзьоб схожий на дзьоб в'юрків, його довжина є менша за довжину середнього пальця разом з кігтем. Ніздрі прикриті пір'їнками. Крила доволі довгі, кінчик згорнутого крила майже досягає кінчика хвоста. В негніздовий період терери утворюють великі зграї. Гніздяться терери на землі, що типово для жайворонків. Живляться комахами і насінням.

## Види
Виділяють сім видів:
- Терера обійська (Spizocorys obbiensis)
- Терера бушменська (Spizocorys sclateri)
- Терера бліда (Spizocorys starki)
- Жайворонок короткохвостий (Spizocorys fremantlii)
- Терера маскова (Spizocorys personata)
- Терера в'юркова (Spizocorys fringillaris)
- Терера рожеводзьоба (Spizocorys conirostris)